# Briefschreiberin und Dienstmagd
Briefschreiberin und Dienstmagd ist ein von Jan Vermeer im  Jahre 1670 gemaltes Ölgemälde. Das 71 Zentimeter hohe und 59 Zentimeter breite Bild zeigt eine Briefschreiberin und eine Dienstmagd vor einem Fenster. 

## Geschichte
Im Jahr 1974 befanden sich nur noch zwei Werke Vermeers in Privatbesitz. Am 26. April 1974 wurde das Gemälde mit 18 weiteren Werken von Alten Meistern, unter anderem von Thomas Gainsborough, Peter Paul Rubens und Francisco de Goya, durch IRA-Mitglieder aus dem Russborough House in County Wicklow gestohlen. Die Diebe überraschten den Hausherren Alfred Beit, 2. Baronet und seine Frau und schlugen beide mit ihren Pistolen nieder. Damit versuchte die IRA 500.000 irische Pfund zu erpressen und forderte die Freilassung von zwei Inhaftierten.
Zwei Wochen später wurden alle am Überfall beteiligten Personen in einem Haus in Glandore, County Cork festgenommen. Alle 19 Werke konnten ihrem Besitzer zurückgegeben werden.
Heute hängt das Gemälde in der Sammlung der National Gallery of Ireland in Dublin.

## Bildbeschreibung
Im Zentrum des Bildes befinden sich zwei Frauen, die eine, die Briefschreiberin selbst, sitzt an einem Tisch. Die Zweite steht hinter ihr in der Ecke und schaut aus dem Fenster. Der Blick der Briefschreiberin ist auf ihre Arbeit gesenkt, die sie konzentriert ausführt. Die Briefschreiberin trägt ein weißes Kleid mit einer braunen Bluse. Die Magd hinter ihr hat ein braunes Gewand mit kleinen weißen Stoffteilen an.
An der Wand hängt ein großformatiges Bild, welches mit einem breiten schwarzen Rahmen versehen ist. Es stellt Die Auffindung des Moses dar. Vermeer hat das gleiche Bild schon einmal in seinem Astronom verwendet. Im vorderen Teil des Bildes auf der linken Seite hängt ein dunkler Vorhang herunter. Vor dem Tisch befindet sich ein mit Stoff überzogener Stuhl. Auf dem Tisch, an welchem die Briefschreiberin arbeitet, liegt eine rote Tischdecke. Das Licht dringt durch das Fenster ein und erhellt somit den Vorhang in der Ecke und den Raum. Im vordersten Teil des Gemäldes liegt etwas am Boden, es scheint ein Notizblock zu sein.